# Ікт
Ікт (лат. ictus — удар, наголос) — сильна доля у стопі, ритмічний наголос у вірші, що не збігається із граматичним:

(…) Як море — глибока туго́ю народу,

Між світом і тьмою гориш у краска́х!

Безкрая думками і вічна промінням,

Смієшся в негоду,

Зоріє Твій шлях:

Народ Твій, як велет, буде́ йти верхами —

Душа моя плаче без тями! (В. Пачовський).